# Bálint Kopasz
Bálint Kopasz (født 20. juni 1997) er en ungarsk kajakroer, der konkurrerer i sprintdisciplinerne.

## Kajakkarriere
Kopasz gjorde sig første gang bemærket på den internationale scene, da han i 2015 blev juniorverdensmester i enerkajak på 1000 m samt var med til at vinde VM-bronze i firerkajak ved samme lejlighed.
Året efter vandt han bronze ved EM i enerkajak på 1000 m, mens han ved OL samme år i Rio de Janeiro blev nummer ti. Ved EM 2017 fik han igen bronze, denne gang både på 500 og 1000 m, mens han i 2018 hentede sølv på 1000 m. Herefter hentede han sin største succes ved VM i 2019, da han sikrede sig guldet i 1000 m på hjemmebane i Szeged. Ved European Games i 2019 vandt han to guldmedaljer, henholdsvis på 1000 og 5000 m.
Ved OL 2020 i Tokyo, afholdt i 2021, stillede han op i både ener- og toerkajak, og eneren på 1000 m vandt han både sit indledende heat og sin semifinale. I finalen lagde portugiseren Fernando Pimenta hurtigst ud, mens Kopasz var lige efter. Snart var det dog ungareren, der lagde sig i spidsen, og der blev han til mål. Pimenta kunne ikke holde helt fast i sølvet, der i stedet gik til Kopasz' landsmand Ádám Varga, mens Pimenta fik bronze. I toerkajakken roede han sammen med Bence Nádas, og de endte på fjerdepladsen.
Ved OL 2024 i Paris stillede han igen op i 1000 m, og efter af have vundet sit indledende heat og sin semifinale, var han klar til at forsvare sin OL-guldmedalje. I finalen gik det dog sådan, at tjekken Josef Dostál vandt guldet, mens Varga fik sølv og Kopasz bronze.